# Roemenië op het Eurovisiesongfestival 2011

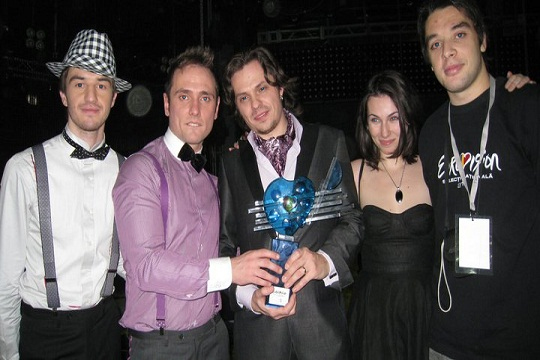
Hotel FM na afloop van Selecţia Naţională 2011.

Roemenië nam deel aan het Eurovisiesongfestival 2011 in Düsseldorf, Duitsland. Het was de 13de deelname van het land op het Eurovisiesongfestival. De nationale finale, Selecția Națională genoemd, vond plaats op 31 december 2010. De TVR was verantwoordelijk voor de Roemeense bijdrage voor de editie van 2011.

## Selectieprocedure
Op 1 oktober 2010 maakte TVR bekend dat de nationale finale zou plaatsvinden op 31 december. Twaalf tot vijftien deelnemers zouden mochten meedingen voor het Roemeense startbewijs op het Eurovisiesongfestival. De einddatum voor het indienen van nummers was 5 november. Paula Seling en Ovidiu Cernăuţeanu, die voor Roemenië derde werden op het Eurovisiesongfestival 2010, presenteerden de show. De winnende componist ging voor het tweede jaar op rij naar huis met een auto, ditmaal een BMW E90.
Op 10 november 2010 werden de finalisten bekendgemaakt. Uiteindelijk won Hotel FM de finale met het nummer Change.

## Selecţia Naţională 2011
31 december 2010
| Plaats | Artiest                             | Lied                       | Jury | Publiek | Totaal |
| ------ | ----------------------------------- | -------------------------- | ---- | ------- | ------ |
| 1      | Hotel FM                            | Change                     | 12   | 10      | 22     |
| 2      | Distinto, Ianna & Anthony Icuagu    | Open your eyes             | 5    | 12      | 17     |
| 3      | Direcția 5                          | Cinema love                | 10   | 7       | 17     |
| 4      | Mihai Alexandru feat. B-Body & Soul | Bang bang                  | 8    | 8       | 16     |
| 5      | Laurențiu Cazan                     | We can change the world    | 7    | 5       | 12     |
| 6      | Leticia                             | Dreaming of you            | 6    | 4       | 10     |
| 7      | Blaxy Girls                         | It's so fine               | 0    | 6       | 6      |
| 8      | Adrian Cristescu                    | One by one                 | 2    | 2       | 4      |
| 9      | Dan Helciug                         | My Facebook girl           | 4    | 0       | 4      |
| 10     | Claudia Pavel                       | I want u to want me        | 0    | 3       | 3      |
| 11     | Dalma                               | Song for him               | 3    | 0       | 3      |
| 12     | Silvia Ştefănescu                   | I can't breath without you | 1    | 1       | 2      |
| 13     | Rallsa                              | Take me down               | 0    | 0       | 0      |

## In Düsseldorf
In Düsseldorf trad Roemenië aan de tweede halve finale, op 12 mei. Roemenië was als veertiende van negentien landen aan de beurt, na Slovenië en voor Estland. Bij het openen van de enveloppen bleek dat Hotel FM zich had weten te plaatsen voor de finale. Na afloop van het festival werd duidelijk dat Roemenië vierde was geworden in de tweede halve finale, met 111 punten. In de finale trad Roemenië als zeventiende van 25 landen aan, na gastland Duitsland en voor Oostenrijk. Aan het einde van de puntentelling stond Hotel FM op de zeventiende plaats, met 77 punten.